# Níkosz Hrisztodulídisz
Níkosz Hrisztodulídisz (görögül: Νίκος Χριστοδουλίδης; Jeroszkípu, Páfosz kerület, 1973. december 6. –) ciprusi politikus, a Ciprusi Köztársaság 8. elnöke.

## Élete
A New York Egyetemen tanult. Politológiából doktorált az Athéni Egyetemen.
1999-től diplomataként dolgozott, 2014-től kormányszóvivő volt, majd 2018-ban lett az ország külügyminisztere Níkosz Anasztasziádisz kormányában.

### Elnökké választása
2023. február 12-én az elnökválasztás második fordulójában megszerezte a szavazatok 51,97%-át és ezzel legyőzte Andréasz Mavrojannisz aki 48,03%-ot kapott.

## Magánélet
Felesége Philippa Karsera diplomata. A párnak négy lánya van. 